# Rainer Schmidt
Rainer Schmidt (ur. 1 sierpnia 1948 w Langewiesen) – niemiecki skoczek narciarski reprezentujący NRD, brązowy medalista olimpijski, wicemistrz świata w lotach narciarskich oraz zwycięzca Turnieju Czterech Skoczni.

## Przebieg kariery
W 1970 wystartował na mistrzostwach świata w Wysokich Tatrach, zajmując 20. miejsce na normalnej oraz 29. miejsce na dużej skoczni. Pierwszy sukces osiągnął w 1972, kiedy zdobył brązowy medal na dużej skoczni podczas zimowych igrzysk olimpijskich w Sapporo. Uległ jedynie zwycięzcy, Wojciechowi Fortunie oraz drugiemu w konkursie Walterowi Steinerowi. Na tych samych igrzyskach zajął także 15. miejsce na obiekcie normalnym. W 1973 zwyciężył w klasyfikacji generalnej 21. edycji Turnieju Czterech Skoczni. Dwa lata później, na mistrzostwach świata w lotach w Tauplitz zdobył srebrny medal, wyprzedził go tylko Karel Kodejška.
Po zakończeniu kariery sportowej pracował jako trener juniorów w Oberhofie.

## Osiągnięcia

### Igrzyska olimpijskie
| Miejsce | Dzień     | Rok  | Miejscowość | Konkurs                         | Wynik     | Strata    | Zwycięzca        |
| ------- | --------- | ---- | ----------- | ------------------------------- | --------- | --------- | ---------------- |
| 15.     | 6 lutego  | 1972 | Sapporo     | Skocznia normalna indywidualnie | 217.2 pkt | -27.0 pkt | Yukio Kasaya     |
| 3.      | 11 lutego | 1972 | Sapporo     | Skocznia duża indywidualnie     | 219.3 pkt | -0.6 pkt  | Wojciech Fortuna |

### Mistrzostwa świata
| Miejsce | Dzień     | Rok  | Miejscowość  | Konkurs                         | Wynik     | Strata    | Zwycięzca      |
| ------- | --------- | ---- | ------------ | ------------------------------- | --------- | --------- | -------------- |
| 20.     | 14 lutego | 1970 | Vysoké Tatry | Skocznia normalna indywidualnie | 214.9 pkt | -25.7 pkt | Garij Napałkow |
| 29.     | 21 lutego | 1970 | Vysoké Tatry | Skocznia duża indywidualnie     | 190.1 pkt | -35.9 pkt | Garij Napałkow |

### Mistrzostwa świata w lotach
| Miejsce | Dzień    | Rok  | Miejscowość | Konkurs            | Wynik     | Strata   | Zwycięzca      |
| ------- | -------- | ---- | ----------- | ------------------ | --------- | -------- | -------------- |
| 2.      | 14 marca | 1975 | Tauplitz    | Loty indywidualnie | 505.0 pkt | -7.5 pkt | Karel Kodejška |